# Mọc răng

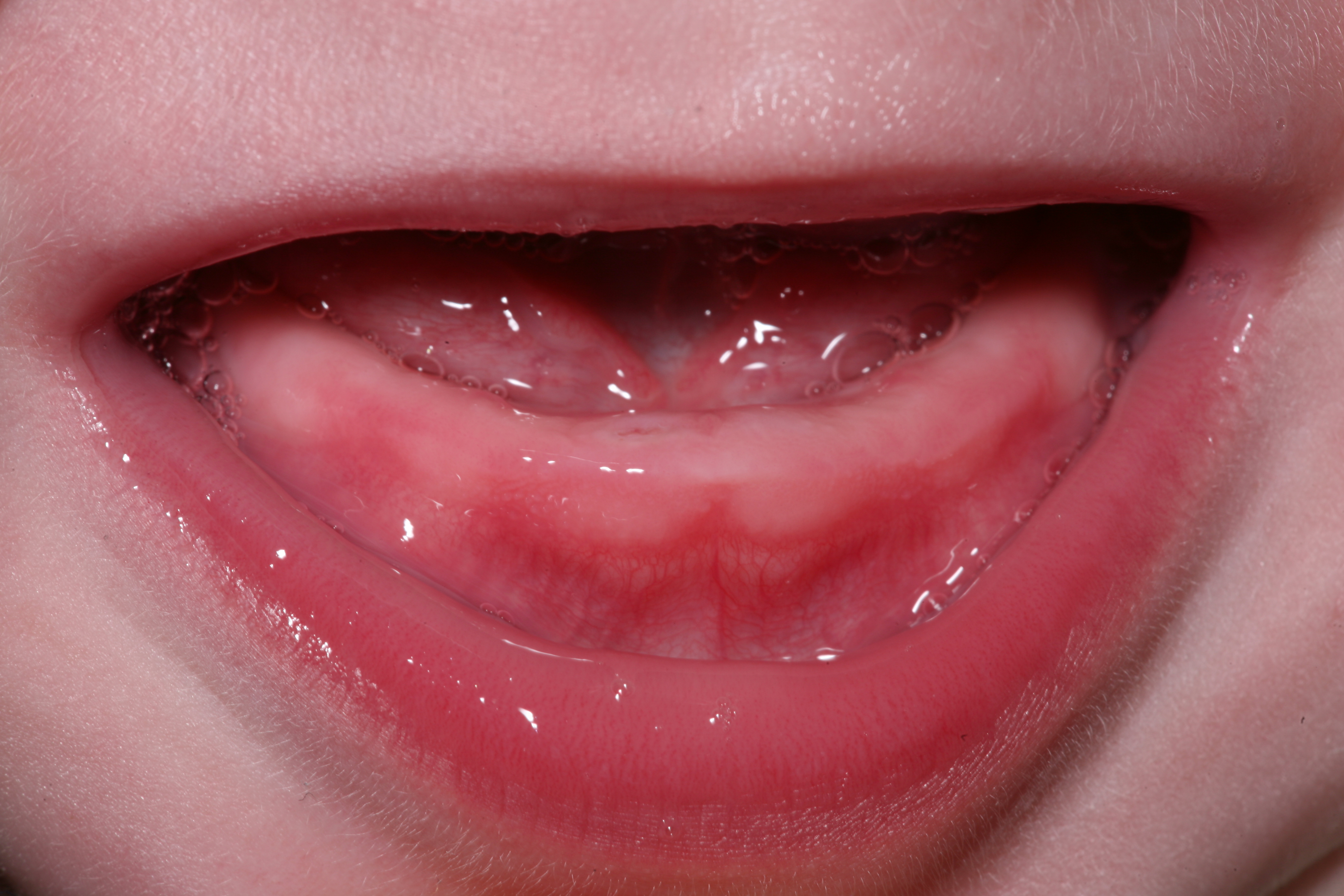
Một trẻ sơ sinh 9 tháng tuổi với một răng cửa dưới bên phải sắp xuất hiện

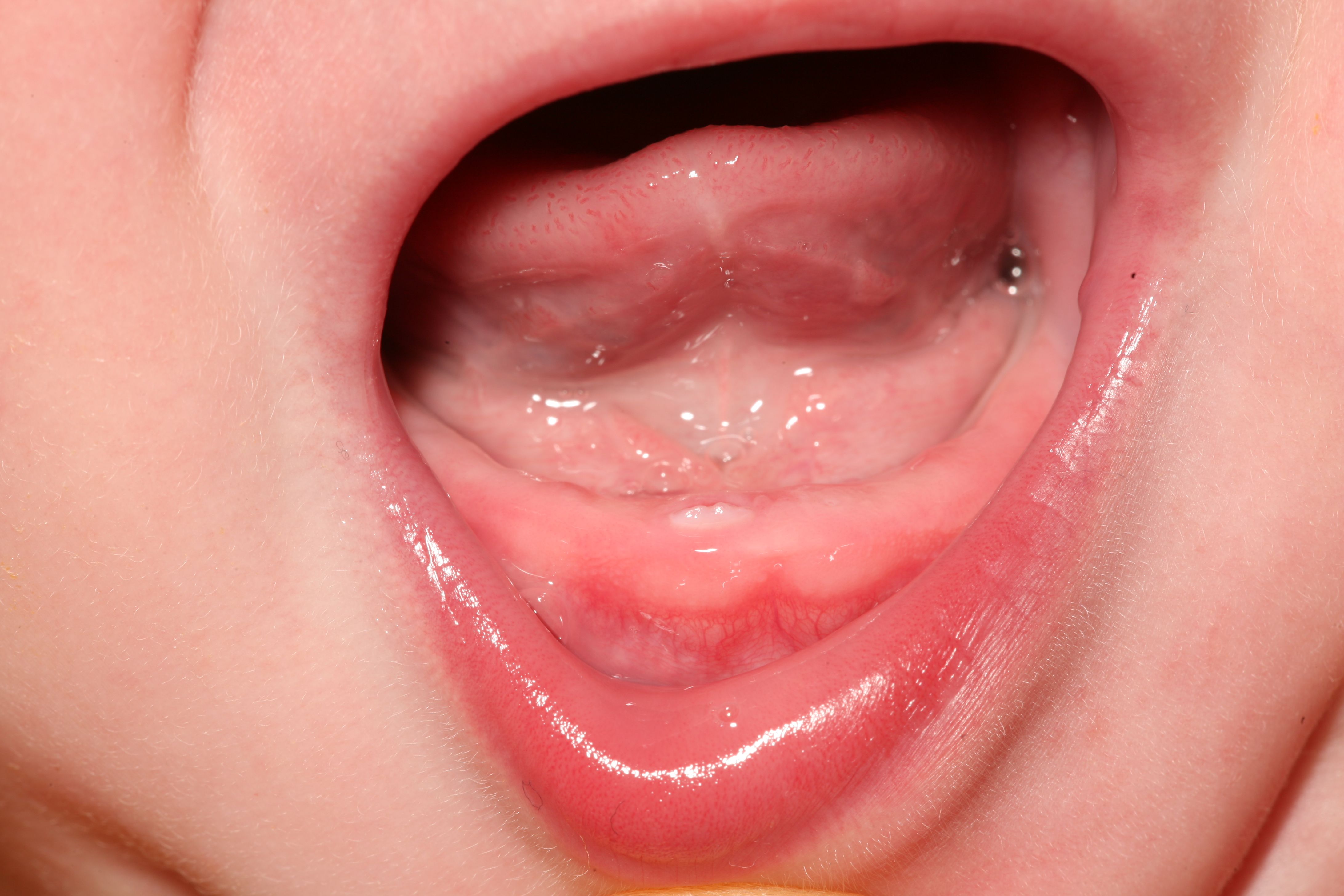
Một trẻ sơ sinh 9 tháng tuổi với một răng cửa dưới bên phải có thể nhìn thấy

Mọc răng là quá trình mà răng đầu tiên của trẻ sơ sinh (răng rụng, thường được gọi là "răng sữa" hoặc "răng sữa") xuất hiện tuần tự bằng cách trồi lên qua nướu, thường đến theo cặp. Răng cửa hàm dưới là răng cửa đầu tiên mọc lên, thường là từ 6 đến 10 tháng tuổi. Có thể mất vài năm để tất cả 20 răng hoàn thành quá trình phun trào răng. Mặc dù quá trình mọc răng đôi khi gây ra nứt nướu, khi răng mọc ra qua nướu chúng thường không cắt xuyên qua nướu răng. Thay vào đó, hormone được giải phóng trong cơ thể khiến một số tế bào trong nướu chết và tách ra, cho phép răng trồi lên.
Mọc răng có thể khiến nhiệt độ cơ thể tăng nhẹ, nhưng không tăng trong phạm vi sốt lớn hơn 38 °C (100 °F)   . Nhiệt độ cao hơn trong quá trình mọc răng là do một số dạng nhiễm trùng, chẳng hạn như virus herpes, loại nhiễm trùng ban đầu rất phổ biến ở trẻ em trong độ tuổi mọc răng.

## Dấu hiệu và triệu chứng
Mức độ đau mà trẻ em có thể chịu đựng được sẽ khác nhau đối với mỗi đứa trẻ. Một số trẻ có thể phải chịu đựng nhiều hơn những trẻ khác trong khi chúng đang mọc răng. Đau nhức và sưng nướu trước khi răng nhô lên là nguyên nhân gây ra sự đau đớn và quấy khóc mà em bé trải qua trong quá trình thay đổi này. Những triệu chứng này thường bắt đầu khoảng ba đến năm ngày trước khi răng xuất hiện và chúng biến mất ngay sau khi răng xuyên qua nướu. Một số bé thậm chí không bận tâm đến việc mọc răng.